# Italské sociální hnutí
Italské sociální hnutí (italsky Movimento Sociale Italiano, MSI) byla italská krajně pravicová neofašistická politická strana. Až do 90. let 20. století strana obhajovala odkaz italského fašismu, později se však přiklonila k národnímu konzervatismu. V roce 1972 se sloučila s Italskou demokratickou stranou Jednoty monarchie a přejmenovala se na Italské sociální hnutí – Národní pravice (italsky Movimento Sociale Italiano – Destra Nazionale, MSI–DN).
Strana byla založena v roce 1946 stoupenci bývalého diktátora Benita Mussoliniho. Od konce 40. a v průběhu 50. let podporovala stranu Křesťanská demokracie. Počátkem 60. let se jednalo o čtvrtou největší stranu v Itálii.

## Volební výsledky

### Volby do Poslanecké sněmovny
| Volby | Počet hlasů | Hlasy v % | Počet mandátů | Změna |
| ----- | ----------- | --------- | ------------- | ----- |
| 1948  | 526 882     | 2,0       | 6/574         | –     |
| 1953  | 1 582 154   | 5,8       | 29/590        | ▲ 23  |
| 1958  | 1 407 718   | 4,8       | 24/596        | ▼ 5   |
| 1963  | 1 570 282   | 5,1       | 27/630        | ▲ 3   |
| 1968  | 1 414 036   | 4,5       | 24/630        | ▼ 3   |
| 1972  | 2 894 722   | 8,7       | 56/630        | ▲ 32  |
| 1976  | 2 238 339   | 6,1       | 32/630        | ▼ 24  |
| 1979  | 1 930 63    | 5,3       | 30/630        | ▼ 2   |
| 1983  | 2 511 487   | 6,8       | 42/630        | ▲ 12  |
| 1987  | 2 281 126   | 5,9       | 35/630        | ▼ 7   |
| 1992  | 2 107 037   | 5,4       | 34/630        | ▼ 1   |

### Volby do Senátu republiky
| Volby | Počet hlasů | Hlasy v % | Počet mandátů | Změna |
| ----- | ----------- | --------- | ------------- | ----- |
| 1948  | 164 092     | 0,7       | 1/237         | –     |
| 1953  | 1 473 645   | 6,1       | 9/237         | ▲ 8   |
| 1958  | 1 150 051   | 4,4       | 8/246         | ▼ 1   |
| 1963  | 1 458 917   | 5,3       | 15/315        | ▲ 7   |
| 1968  | 1 304 847   | 4,6       | 11/315        | ▼ 4   |
| 1972  | 2 766 986   | 9,2       | 26/315        | ▲ 15  |
| 1976  | 2 086 430   | 6,6       | 15/315        | ▼ 11  |
| 1979  | 1 780 950   | 5,7       | 13/315        | ▼ 2   |
| 1983  | 2 283 524   | 7,4       | 18/315        | ▲ 5   |
| 1987  | 2 121 026   | 6,5       | 16/315        | ▼ 2   |
| 1992  | 2 171 215   | 6,5       | 16/315        | –     |

### Volby do Evropského parlamentu
| Volby | Počet hlasů | Hlasy v % | Počet mandátů | Změna |
| ----- | ----------- | --------- | ------------- | ----- |
| 1979  | 1 909 055   | 5,5       | 4/81          | –     |
| 1984  | 2 274 556   | 6,5       | 5/81          | ▲ 1   |
| 1989  | 1 918 650   | 5,5       | 4/81          | ▼ 1   |

### Regionální volby
| Volby | Počet hlasů | Hlasy v % | Počet mandátů | Změna |
| ----- | ----------- | --------- | ------------- | ----- |
| 1970  | 1 621 180   | 5,9       | 34/720        | –     |
| 1975  | 1 950 213   | 6,4       | 40/720        | ▲ 6   |
| 1980  | 1 785 750   | 5,9       | 37/720        | ▼ 3   |
| 1985  | 2 087 404   | 6,5       | 41/720        | ▲ 4   |
| 1990  | 1 246 564   | 3,9       | 25/720        | ▼ 16  |